# Souleymane Oulare
Souleymane Oulare (Conakry, 16 d'octubre de 1972) és un exfutbolista belgo-guineà. Ocupava la posició de davanter.
Ha estat Futbolista de l'Any a Bèlgica de 1999, el mateix any que va guanyar la Bota d'Èben, la qual premia el millor futbolista africà que actua a la Lliga Jupiter belga. Ambdós guardons els va assolir gràcies als 17 gols que van pujar al seu equip, el Racing Genk, al capdavant del Campionat de Lliga.

## Equips
- 1991/92 SK Sint-Niklaas 2a Div
- 1992/94 SK Beveren
- 1994/96 SV Waregem (94/95 a 2a Div)
- 1996/99 RC Genk
- 1999/00 Fenerbahçe SK
- 2000/01 UD Las Palmas
- 2001/03 Stoke City 2a Div
- 2003/04 KBHZ
- 2005/06 CS Visé 3a Div